# شاي لونغ جينغ
شاي لونغ جينغ (بالصينية: 龙井茶) ومعناه الحرفي "شاي التنين الجيد"، هو شاي أخضر من قرية لونغ جينغ في هانغتشو في مقاطعة جيجيانغ الصينية.غالبا ما ينتج يدوياََ. يُشتهر بجودته العالية مما جعله أحد اشهر أنواع  الشاي الصيني.

## الإنتاج  وفوائده الصحية

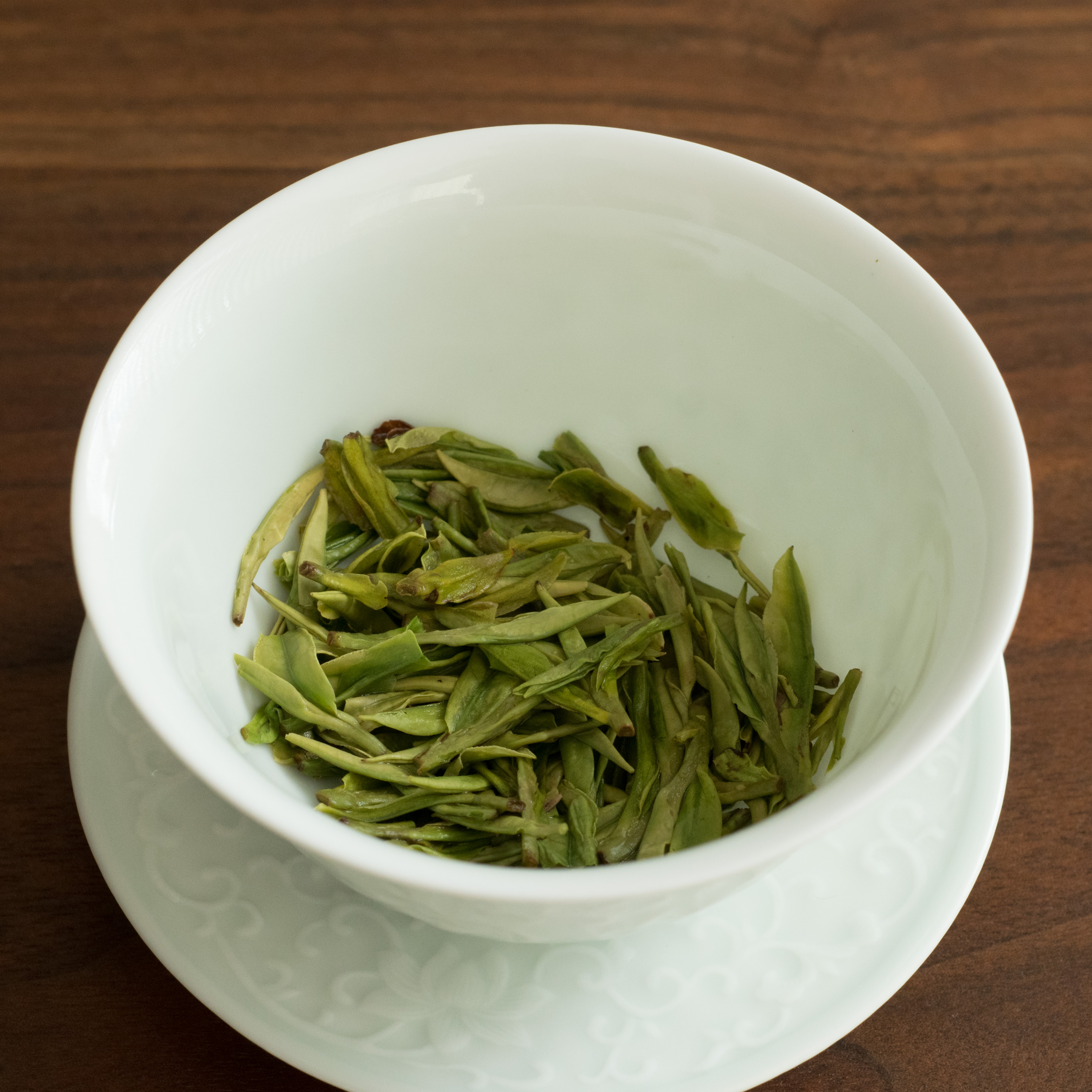
شاي لونغ جينغ بعد نقعه بماء ساخن لمدة ساعة

تحمص أوراق شاي لونغ جينغ مثل معظم أنواع الشاي الأخضر الصيني في وقت مبكر من المعالجة (بعد القطف) لوقف عملية الأكسدة الطبيعية، وهو جزء من إنتاج الشاي الأسود وشاي أولونغ (نوع من أنواع الشاي الصيني يعرض إلى عملية أكسدة خفيفة) يتوقف عمل هذه الإنزيمات عن طريق «النار» (تسخين المقالي) أو بطريقة تبخير الأوراق قبل جفافها تماما. كما هو حال الشاي الأخضر والشاي الأبيض فإن أوراق شاي لونغ جينغ لا تتعرض لعملية أكسده كبيرة. عندما تنقع أوراقه يظهر اللون الأصفر المخضر. يحتوي الشاي على فيتامين سي والأحماض الأمينية مثل معظم أنواع الشاي الأخضر الصيني. ولكنه يختلف بأن أوراقه تحتوي على تركيز عال لمضادات الأكسدة على عكس أنواع الشاي المختلفة.

## التحضير
لتحصل على نتائج أفضل لمنقوع الشاي ينبغي أن تكون درجة حرارة الماء حوالي 70-75 درجة مئوية أو 167-176 درجة فهرنهايت لتخمير الأوراق. من الممارسات الشائعة في الوقت الحالي نقع شاي لونغ جينغ في الخزف أو آنية زجاجية لكنه يقال إن الطعم الأصلي لشاي لونغ جينغ لا يظهر إلا عند استخدام إبريق شاي ييشينغ الأصلي المصنوع من الطين والذي يمتاز بأنه مثقب قليلا وهو ذاته الذي يستخدم لتحضير الشاي الأخضر.

## الجودة
هناك أصناف كثيرة لشاي لونغ جينغ، بالتالي تختلف أسعاره فبعضها يكون غاليًا جداً. يصنف الشاي حسب جودته إلى ستة أصناف من الأكثر جودة إلى الأقل جودة. الأوراق الممزقة والناضجة وتشابه البراعم المحصودة للمعالجة هي إشارة جيدة على الجودة. أوراق شاي لونغ جينغ المنتجة ناعمة ذات جودة عالية. أما الأوراق الكاملة متماثلة الشكل تكون أقل جودة وهذا يتبين بعد نقعها فيظهر لون أزرق كثير الاخضرار. أوراق شاي لونغ جينغ عالية الجودة تكون نحيفة ومسطحة ويكون لونها قبل النقع أخضر فاتح. وجدت دراسة أجراها كلا من وانغ وروان عام 2009 ميلادي أن شاي لونغ جينغ قليل الجودة ذو اللون الأخضر الغامق يكون تركيز الكلوروفيل فيه عاليًا جدا. وكشفت دراسة أيضا أن الأحماض الأمينية الحرة وتركيز التيانين يساهم في الطعم الجيد.

## الأساطير
عندما زار حفيد الإمبراطور كانغشتي، الإمبراطور تشيان لونغ البحيرة الغربية خلال أحد أعياده الشهيرة وفقا للأسطورة في عهد أسرة تشينغ قبل الإمبراطور كانغشي تم منح شاي لونغ جينغ صفة غونغ تشا أو الشاي الإمبراطوري في عهد أسرة تشينغ قبل الإمبراطور كانغشي.
ذهب إلى معبد (هو غونغ) الواقع تحت قمة جبل الأسد (شي فنغ شان) وقدم له كوب من شاي لونغ جينغ، أمام معبد هو غونغ كان هناك 18 شجرة من شجيرات شاي لونغ جينغ. تأثر الإمبراطور تشيان لونغ بشاي لونغ جينغ الذي أنتج هناك حيث منح تلك الأشجار الثمانية عشر الخاصة بالصفة الإمبراطورية.
لاتزال الأشجار تنمو هناك ويباع الشاي الذي ينتجونه سنويا بسعر أعلى فسعر الغرام يعد أغلى من سعر غرام الذهب.
هناك أسطورة أخرى تربط بين الإمبراطور تشيان لونغ وشاي لونغ جينغ. يقال إنه أثناء زيارته للمعبد كان يشاهد السيدات وهن يقطفن الشاي. كان مفتونا بعملهن لدرجة أنه قرر أن يجرب بنفسه أن يقطف أوراق الشاي. عندما كان يقطف تلقى رسالة مفادها أن والدته الإمبراطورة الأرملة تشونغ تشينغ كانت مريضه وتمنت عودته فوراً إلى بكين، فجمع الأوراق التي قطفها في جعبته وذهب إلى بكين فورا. عند وصوله ذهب مباشرة لزيارة امه. لاحظت امه رائحة الأوراق المنبعثة من جعبته فقام فوراً بتخميرها لها. قيل إن شكل أوراق شاي لونغ جينغ صممت لتشابه شكل الأوراق المسطحة التي خمرها الإمبراطور من أجل والدته.
لونغ جينغ الذي ترجم حرفيا (التنين الجيد) يقال إنه سُمِّيَ على اسم بئر يحتوي على ماء كثير فبعدما تمطر تكون مياه المطر عائمة على السطح ويظهر تعرجات أحيانا مع ماء البئر التي من المفترض أن تشبه حركه التنين الصيني.
وهناك أسطورة أخرى تذكر أنه لتحقيق أفضل طعم لشاي لونغ جينغ ينبغي أن تستخدم مياه من ينبوع النمر وهو ينبوع شهير في هانغتشو. مياه الينبوع تتميز بنوعيتها الفريدة عما كانت عليه سابقا. أطلق على الشاي اسم (التنين الجيد) الواقع قرب قرية لونغ جينغ.

## أصول شاي لونغ جينغ
هناك عدة تعاريف مختلفه لشاي لونغ جينغ لكن التعريف الشائع له هو الشاي الذي يأتي من مقاطعة جيجيانغفي الصين. والتعريف الأكثر تحديدا أي نوع شاي يأتي من مختلف القرى والمزارع في منطقه البحيرة الغربية.
ويعرف أيضا على أنه أي شاي يزرع في منطقة (Xihu).
أوراق شاي لونغ جينغ الموجوده بالأسواق ليست هي الاصلية التي تأتي من هانغشتو. ينتج العديد من أنواع شاي لونغ جينغ الأصلي في مقاطعات مثل: يوننان و، قويتشو و، ميستشوان و، قواتغدونغ. بعض البائعين الموثوقين قد يقدموا أحيانا بطاقات لاصقه مزيفه أو انهم يصرحون ان الشاي ليش من تشيجانغ.
الناس الذين يشربون شاي لونغ جينغ ولديهم خبرة بطعمه الأصلي يكونون قادرين على معرفة ما إذا كان الشاي أصليا أم لا من خلال رائحته وطعمه. طعم ورائحة شاي لونغ جينغ ليست معقده ولا ذات طعم ثابت مثل الشاي الأصيل. هذا الشاي رغم تشابهه بالمظهر فهو ذا نكهه خفيفة ورائحة خفيفة كذلك وليس له مذاق ثابت. لونغ جينغ له رائحة كستناء مميزة وهي طريقة سهله لمعرفة ما إذا كان أصلي أم لا. بعض منتجي الشاي يأخذون أوراق الشاي الطازجة الآتية من مقاطعات يوننان وقويتشو وسيتشوان التي يتم معالجتها من خلال تقنيات شاي لونغ جينغ. يمزج بعض التجار كمية صغيرة من الشاي ذو الجودة العالية مع الشاي ذو الجودة الأقل ويبيعونه بسعر عالي.

## أوقات الحصاد
ري كنجق مينق لونغ جينغ
يحصد الشاي في الأول من بداية الموسم المعروف باسم مينغ تشيان أو ما قبل تشينغمينغ أو (قبل تشينغ مينغ) شاي لونغ جينغ ينبغي أن يحصد أوائل الربيع قبل مهرجان تشينغمينغ في 5 أبريل من كل عام (تقريبا). وفقا للتقويم الزراعي الصيني هناك عطله وطنية من 1-4 أبريل يكون الجو ماطرا وبعد ذلك ترتفع درجات الحرارة مما يعجّل بنمو الشاي سريعاً. عندما تكبر براعم الشاي كثيرا تفقد التعقيد في طعمها بعد التخمير لذلك يعتبر شاي ري كنق مينق أفضل.

## المناطق

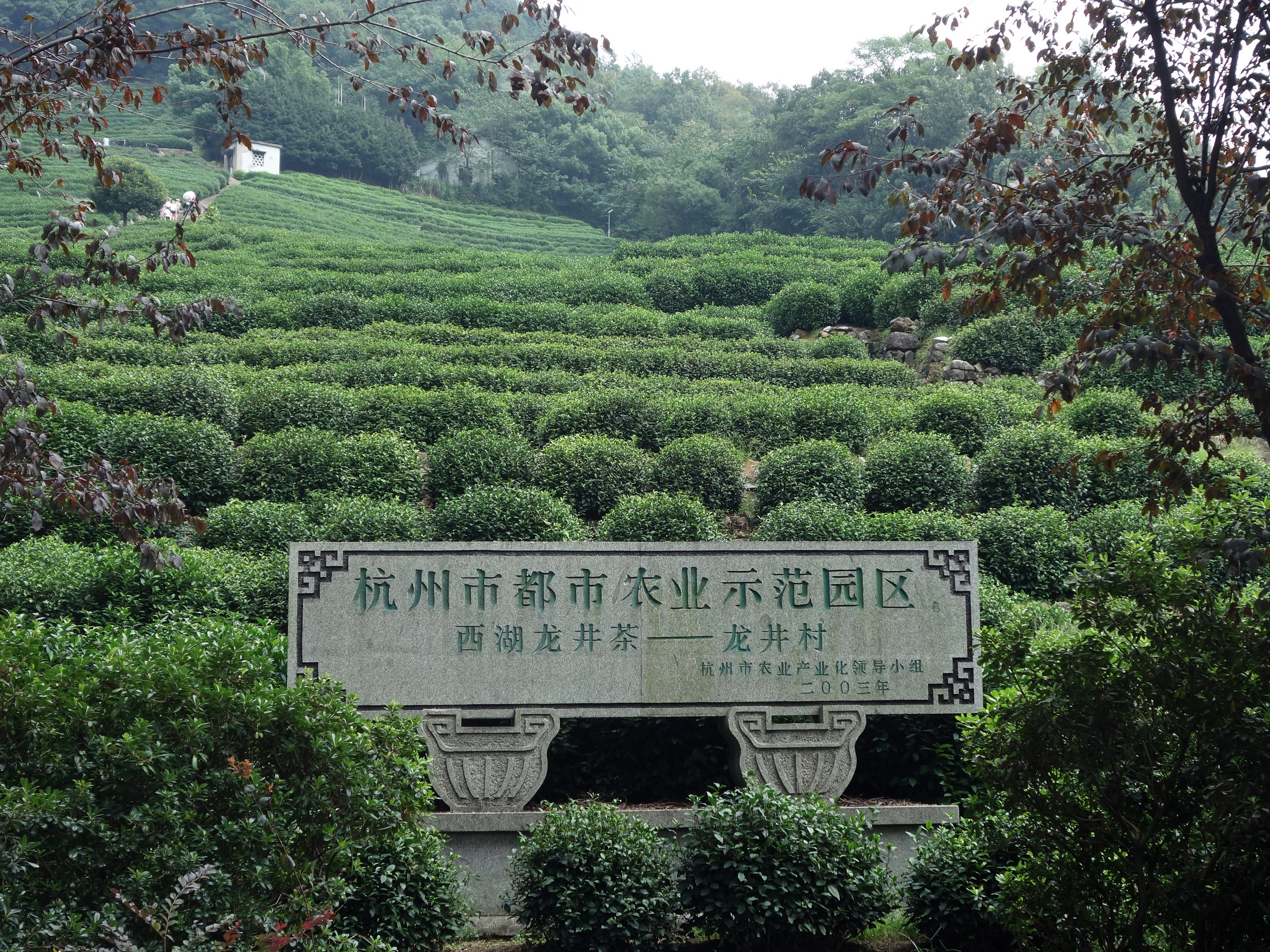
حقول شاي لونغ جينغ.

هناك خمس قمم فيXihu (البحيرة الغربية)  قمة الأسد والتنين والغيمة والنمر والزهرة.
شاي فنغ لونغ جينغ!
نوع من شاي لونغ جينغ (البحيرة الغربية) من منطقة إنتاج شي فنغ (قمة الأسد) له طعم طازج، معطر حاد وثابت أوراقه خضراء مصفرة. بعض المنتجين عديمي الضمير يقلدون لونه حتى الحراق.
هي أرض ملك للحكومة وليست للبيع في السوق المفتوحة.
قمة النمر لونغ جينغ: يقال إنه من أفضل المصادر للماء في جبل تييون. هذا النوع من شاي لونغ جينغ (البحيرة الغربية) يكون موجود في مزرعة التنين ذو طعم رائع حتى في دفعاته الأخيرة.
ميقاوا لونغ جينغ من لونغ جينغ (البحيرة الغربية)
المنطقة المحيطة بالميقاوا يتميز الشاي هناك باللون الأخضر الخافت.
بيا باين
هو في الواقع بيا لونغ جينغ. يأتي من إنجي في مقاطعة جيجيانغ. تكون في أوائل الثمانينيات هو ليس لونغ جبيغ اصلي ولكنه يشابهه لحد كبير. وهو شاي أخضر من أصل أشجار الشاي الأبيض يقال إنه يحتوي على الأحماض الأمينية بنسبة كبيرة فهو غير عادي على عكس الأحماض الأمينية الموجودة بالشاي الأخضر العادي فهي أقل.
كونتانق لونغ جينغ
يأتي هذا الشاي من خارج منطقة لونغ جينغ (البحيرة الغربية) ولكنه ليس عال السعر كالشاي الموجود بمنطقة البحيرة الغربية.